# I natt – eller aldrig
Pour plus de détails, voir Fiche technique et Distribution.
I natt – eller aldrig est un film suédois réalisé par Gustaf Molander, sorti en 1941.

## Fiche technique
- Titre : I natt – eller aldrig
- Réalisation : Gustaf Molander
- Scénario : Gustaf Molander, Paul Baudisch (en) et Adolf Schütz (sv)
- Photographie : Åke Dahlqvist
- Montage : Edvin Hammarberg
- Musique : Gunnar Johansson
- Pays d'origine : Suède
- Format : Noir et blanc - 1,37:1 - Mono
- Genre : comédie
- Durée : 85 minutes
- Date de sortie : 1941

## Distribution
- Åke Söderblom : Erik Andersson
- Thor Modéen (en) : John Sjölin
- Sickan Carlsson (en) : Margit Holm
- Barbro Kollberg : Eva Hedman
- Håkan Westergren : Bertil Hallgren
- Tollie Zellman (en) : Rigolescu
- Erik Berglund (en) : Ekberg
- Eric Abrahamsson (en) : Concierge de l'hôtel
- Hugo Björne : Werner
- Erik A. Petschler : Berglind
- Margit Andelius (sv) : Miss Viola Berg
- Eivor Engelbrektsson (en) : Miss Lisa